# Anders Mårtensson (tenor)
Anders Mårtensson, född den 17 augusti 1966 i Kristianstad i Skåne, är en svensk tenor och musikartist. Mårtensson är mest känd för sin sångmedverkan i Melodifestivalen 2006 genom bidraget Golden Star med gruppen Elysion, och som del av gruppen MaJoy.

## Biografi
Mårtensson är född och uppvuxen i Kristianstad, utbildad vid Kungliga Musikhögskolan i Stockholm, Operastudion på Göteborgsoperan och Musikhögskolan i Malmö. Mårtensson är verksam som frilanssångare och sångpedagog främst inom den klassiska repertoaren.
Under 1990-talet var han med i gruppen MaJoy, som turnerade både i Sverige och utomlands. Gruppen släppte tre skivor. Anders Mårtenssons första soloalbum, Sånger om kärlek och längtan, kom ut 2005 och 2007 gavs Your Own Fairy Tale ut med gruppen Elysion, ett album som både toppat albumlistan och sålt guld. Hans andra soloalbum gavs ut 2009.

## Diskografi
- 1994 – Give Love (MaJoy) Viva Records
- 1996 – A Thousand Songs (MaJoy) Viva Records
- 1998 – Uncover The Truth (MaJoy) Viva Records
- 2011 – I've Found The Way - Greatest Hits (MaJoy) Mediapoint
- 2005 – Sånger om kärlek och längtan (Solo) 7son
- 2007 – My Own Fairytale (Elysion) Naxos
- 2016 – Håll (singel) (solo) Marcusmusic
- 2020 – This Is A Part Of Me (EP) (solo)